# Калимах (Атина)
Вижте пояснителната страница за други личности с името Калимах.
Калѝмах (на старогръцки: Καλλίμαχος, Калимахос) е политик и пълководец на Древна Атина в началото на 5 век пр.н.е.
Произлиза от дем Aphidnai. Избран е за военачалник (archon polemarchos, ἄρχων πολέμαρχος) за 490/489 пр.н.е. В тази функция е единадесетият член на колегията на десетте стратези, които са главнокомандващи на войската. Когато персите навлизат в Атика, главният стратег Милтиад Младши го убеждава и неговият глас е решителен в гласуването да се води война.
В победоносната Битка при Маратон на 12 септември 490 пр.н.е. той ръководи дясното крило на войската, както традиционно е определено за archon polemarchos, със своята фила (Phyle, φυλή) Aiantis и Платея. Пада убит при опит да нападне персийските кораби.
Той поставя на Акропола статуя от пароски мрамор на богинята на победата Нике, на която е написал епиграма с обещание към нея.
В негова чест се поставя картина в Стоа Пойкиле на агората в Атина.